# Herttoniemenranta
 Herttoniemenranta (en suédois : Hertonäs strand) est une section du quartier de Herttoniemi d'Helsinki, la capitale de la Finlande.

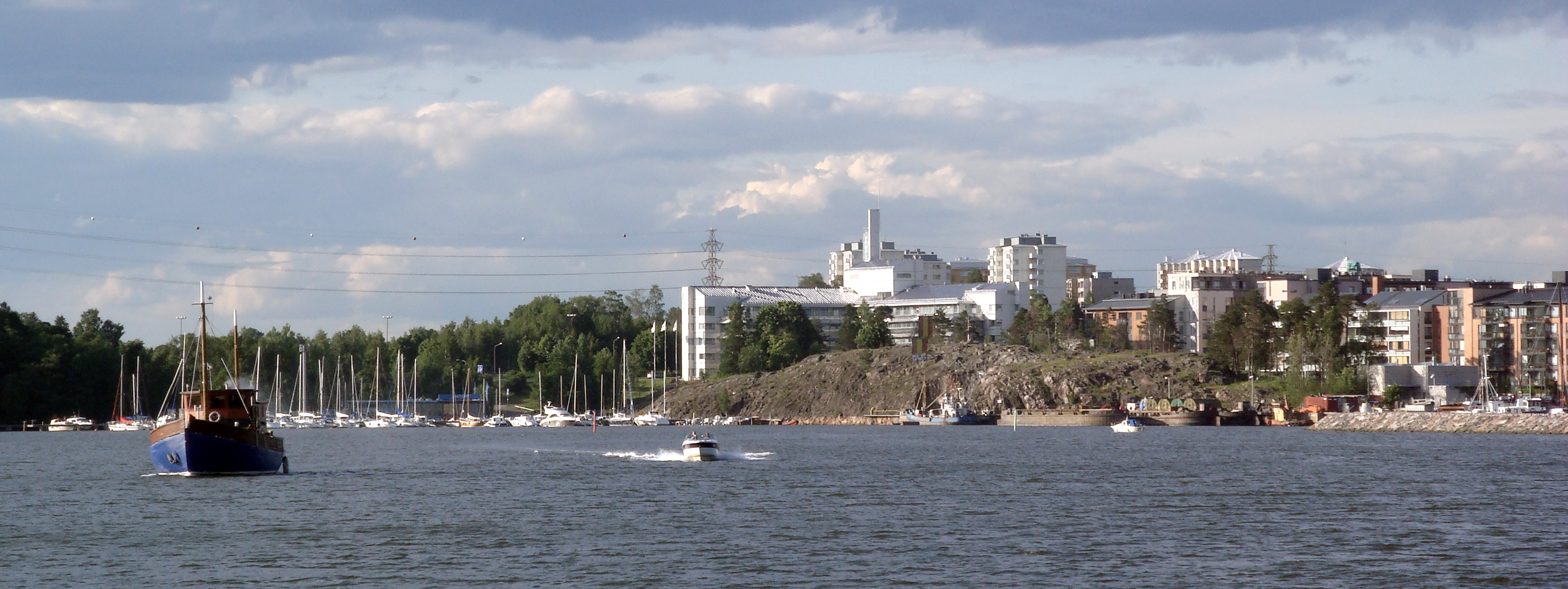
La plage Herttoniemenranta vue de la mer.

## Description
Herttoniemenranta a une superficie est de 0,95 km2, sa population s'élève à 8 598 habitants(1.1.2010) et elle offre 3 003 emplois (31.12.2008).